# Asticta impuncta
Asticta impuncta är en fjärilsart som beskrevs av Barend J. Lempke 1949. Asticta impuncta ingår i släktet Asticta, och familjen nattflyn. Inga underarter finns listade i Catalogue of Life.